# Камп Ноу
„Камп Ноу“ (на бълг. също и Ноу Камп от каталунски: Camp Nou, Ново поле), официално брандиран като Спотифай Камп Ноу поради спонсорски договорености е стадион в Барселона и дом на клуба от Ла Лига ФК Барселона от откриването му през 1957 г. В момента е в процес на обновяване и с планиран увеличен капацитет от 105 000 седящи места, това ще бъде стадионът с най-голям капацитет в Испания и Европа и вторият по големина футболен стадион в света.
Стадионът е бил домакин на два финала на Европейската купа/Шампионска лига през 1989 и 1999 г., два финала за Купата на носителите на купи, четири финални мача за Купата на междуградските панаири, пет мача за Суперкупата на УЕФА, четири финала на Купата на краля, два финала на Купата на Лигата и двадесет и един финала за Суперкупата на Испания. Той също така е домакин на пет мача на Световното първенство по футбол през 1982 г. (включително първия мач), два от четирите мача на Купата на европейските нации през 1964 г. и финала на футболния турнир на Летните олимпийски игри през 1992 г.
На 15 март 2022 г. е обявено, че услугата за стрийминг на музика Спотифай е постигнала сделка с Барселона за придобиване на правата за именуване на стадиона в сделка на стойност 310 милиона долара. След одобрението на споразумението за спонсорство със Спотифай от извънредното събрание на членовете на делегатите на Барселона на 3 април 2022 г., стадионът е официално преименуван на 1 юли 2022 г. на Спотифай Камп Ноу.
През април 2022 г. е обявено, че ремонтът на стадиона ще започне през юни 2022 г. след края на сезона.
Оценен е от УЕФА с 5 звезди, домакин е на множество международни срещи от висока класа и финали на Шампионската лига, най-последният от които е през 1999 година. Стадионът има капацитет от 99 354 души, което го прави най-големия в Испания и в Европа и 4-ти в света.
Официалното му име е Estadi del FC Barcelona  (Стадион на ФК Барселона) до 2000 година, след това управата на отбора гласува за смяна на името на Ноу Камп.
Срещу стадиона се намират Palau Blaugrana – стадион за закрити спортове, към него предналежи Ледената пързалка, стадионът за ледено-базирани игри. Точно зад комплекса е Mini Estadi – стадионът, където ФК Барселона Атлетик играе мачовете си.
Ремонтът на стадиона започва след края на сезон 2022 – 2023. Окончателното завършване на всички ремонти е планирано за юни 2026 г., въпреки че клубът може да се върне преди тази дата. По време на обновяването Олимпийския стадион Луис Компанис служи като домашен терен на ФК Барселона.

## История
ФК Барселона разрушават стария си стадион Camp de Les Corts, който е събирал 60 000 привърженици. Ноу Камп е построен между 1954 и 1957 г., проектиран е от архитектите Francesc Mitjans-Miró, Lorenzo García Barbon, и Josep Soteras Mauri. ФК „Барселона“ спечелава първия си двубой на Ноу Камп по доста впечетляващ начин – победа 4-2 срещу Легия (Варшава), като първия гол на новия стадион отбелязва Еулогио Мартинес. Над 99 000 фенове са присъствали на това събитие.
Капацитетът на стадиона е променлив, при откриването си е 93 053 места, но нараства до 105 000 за Световното първенство по футбол 1982. След това капацитетът намалява през 90-те години на миналия век, малко под 99 000.
В съоръжението се включват магазин за сувенири, мини терени за тренировките както и параклис за играчите. В стадиона също е бил и най-посещаваният музей в Каталуния-El Museu del Barça, който има 1 200 000 посещения всяка година. Музеят е открит през 1984 г., под президентството на Josep Lluís Nuñez.El Museu del Barça показва 1420 неща, свързващи се с историята на ФК Барселона, 420 от които са трофеи. Церемонията по откриването на Световното първенство по футбол 1982 е проведена на 13 юни. Пред тълпа от 100 000 души, Белгия Срещу Аржентина,1-0.
Ноу Камп е домакин и на много други големи събития извън сферата на футбола. Стадионът е бил сцена на известни музикални концерти, включващи:
- Пинк Флойд
- Майкъл Джексън
- Ю2-U2
- Брус Спрингстийн
- Франк Синатра
- Julio Iglesias
- Стинг, Брус Спрингстийн и И Стрийт Бенд E Street Band, Youssou N'Dour, Трейси Чапман, Питър Гейбриъл и El Último de la Fila на концерта за човешките права Амнести Интернешънъл
- Тримата тенори:Хосе Карерас, Пласидо Доминго и Лучано Павароти
- Хосе Карерас
- Монсерат Кабайе
- Lluís Llach

Папа Йоан Павел II се веселеше с общество, чийто размер бе над 120 000 дущи на Ноу Камп на 17 ноември 1982 година.
Рекордни посетители 120 000 (ФК Барселона - Ювентус, четвъртфинали на Шампионската лига, сезон 1985-86).

## Бъдеще
По случай 50-ия юбилей на стадиона клубът започва международен търг за набиране на архитекти, които да разработят проект за ремоделирането на стадиона. Целта на проекта е стадионът да е в една интегрирана и силно видима градска среда. Макар и не с цел за значително увеличаване на капацитета, по план трябва минимум 50 % от местата да са под козирка.
На 18 септември 2007 г. английският архитект Норман Фостър и неговите работници са подбрани да преструктурират Ноу Камп. Плановете предвиждат капацитетът да се увеличи с 10 000 места, а очакваната стойност на проекта е 250 млн. евро.

## Транспортни връзки
Стадионът е достъпен от метрото на Барселона, като най-близките станции до Камп Ноу са Palau Reial, Maria Cristina и Les Corts на линия L3; Бадал на линия L5 и Collblanc на L5 или линия L9. Всички са на 500 до 1000 метра от Камп Ноу, в зависимост от това кои от достъпите към Камп Ноу се използват. Обикновено услугите на метрото стават по-търсени, когато има мач, което причинява значително задръстване за пътниците.
Нова метростанция, наречена Avinguda de Xile / Camp Nou, е в процес на изграждане и ще бъде обслужвана от линии L9 и L10.
Приблизително на 680 метра от Камп Ноу има спирка Trambaix Avinguda de Xile (линии T1, T2 и T3 на трамвайната система).
Камп Ноу се обслужва и от няколко автобусни линии на TMB, линия AMB и четири линии на Nitbus. Освен редовните маршрути, има две специални линии до площад Mossèn Jacint Verdaguer и до площад Каталуния в дните с мачове.
Стадионът се намира на 13,7 километра от международното летище Ел Прат. Той е свързан с метролиния L9 от летището директно до Collblanc, който е на кратко разстояние от стадиона.

## Исторически значими мачове
- 1964:Реал Сарагоса 2-1 ФК Валенсия (финали, Inter-Cities Fairs Cup)
- 1972:ФК Ренджърс 3-2 ФК Динамо Москва (финали, Купа на носителите на купи)
- 1982:ФК Барселона 2-1 FC Standard Liège (финали, Купа на носителите на купи)
- 1982:Белгия 1-0 Аржентина (начален мач, Световно първенство по футбол 1982)
- 1989:Милан 4-0 ФК Стяуа Букурещ (финали, Шампионска лига на УЕФА)
- 1992:Испания 3-2 Полша (финали, Летни олимпийски игри 1992)
- 1999:ФК Манчестър Юнайтед 2-1 ФК Байерн Мюнхен (финали, Шампионска лига)